# Grigorij Aleksandrovič Gamburcev
Grigorij Aleksandrovič Gamburcev in russo Григо́рий Алекса́ндрович Га́мбурцев? (San Pietroburgo, 23 marzo 1903 – Mosca, 29 giugno 1955) è stato un sismologo russo.
Laureato presso la facoltà di geologia dell'Università Statale di Mosca nel 1926, lavorò dal 1938 presso l'Istituto di Geofisica della Accademia delle scienze dell'URSS, assumendone la direzione dal 1949 al 1955.
È noto per gli studi sulle metodologie innovative che introdusse nella sismografia e nei metodi di indagine del sottosuolo. Lavorò anche nel campo della previsione dei terremoti.
A lui sono dedicati i monti Gamburtsev, una catena montuosa scoperta nel 1958 dalla Terza Spedizione Sovietica in Antartide nel continente australe.